# Annam-Stabschrecke
Die Annam-Stabschrecke (Medauroidea extradentata, Syn.: Baculum extradentatum), auch bekannt als Vietnamesische Stabschrecke, ist eine Gespenstschrecke aus der Familie der Phasmatidae.

## Merkmale
Die Weibchen werden maximal 110 Millimeter lang und besitzen erkennbar kürzere Antennen als die Männchen. Über den Augen tragen sie zwei kleine „Hörner“, nach hinten gerichtete Dornfortsätze, die sich schon im Nymphenstadium herausbilden. Die Männchen erreichen eine Körperlänge von bis zu 75 Millimetern. Sie sind nicht nur deutlich kleiner, sondern auch sehr viel schlanker als die Weibchen. Annam-Stabschrecken besitzen keine Flügel. Die Grundfarbe ist graubraun bis beige, seltener dunkelbraun oder grün.

## Vorkommen und Lebensweise
Der deutsche Name Annam-Stabschrecke bezieht sich auf das Herkunftsgebiet, die Region Annam in Vietnam.

Die Tiere sind nachtaktiv und beginnen erst im Dunkeln mit der Nahrungsaufnahme, tagsüber wird jede unnötige Bewegung vermieden. Eine nicht durch Störung verursachte Bewegung erfolgt mit einem leicht zu den Seiten hin schaukelnden Gang, mit dem das Schaukeln eines Astes im Wind imitiert wird. Bei einer Störung können die Tiere, besonders die Männchen, allerdings auch relativ schnell laufen.

## Fortpflanzung

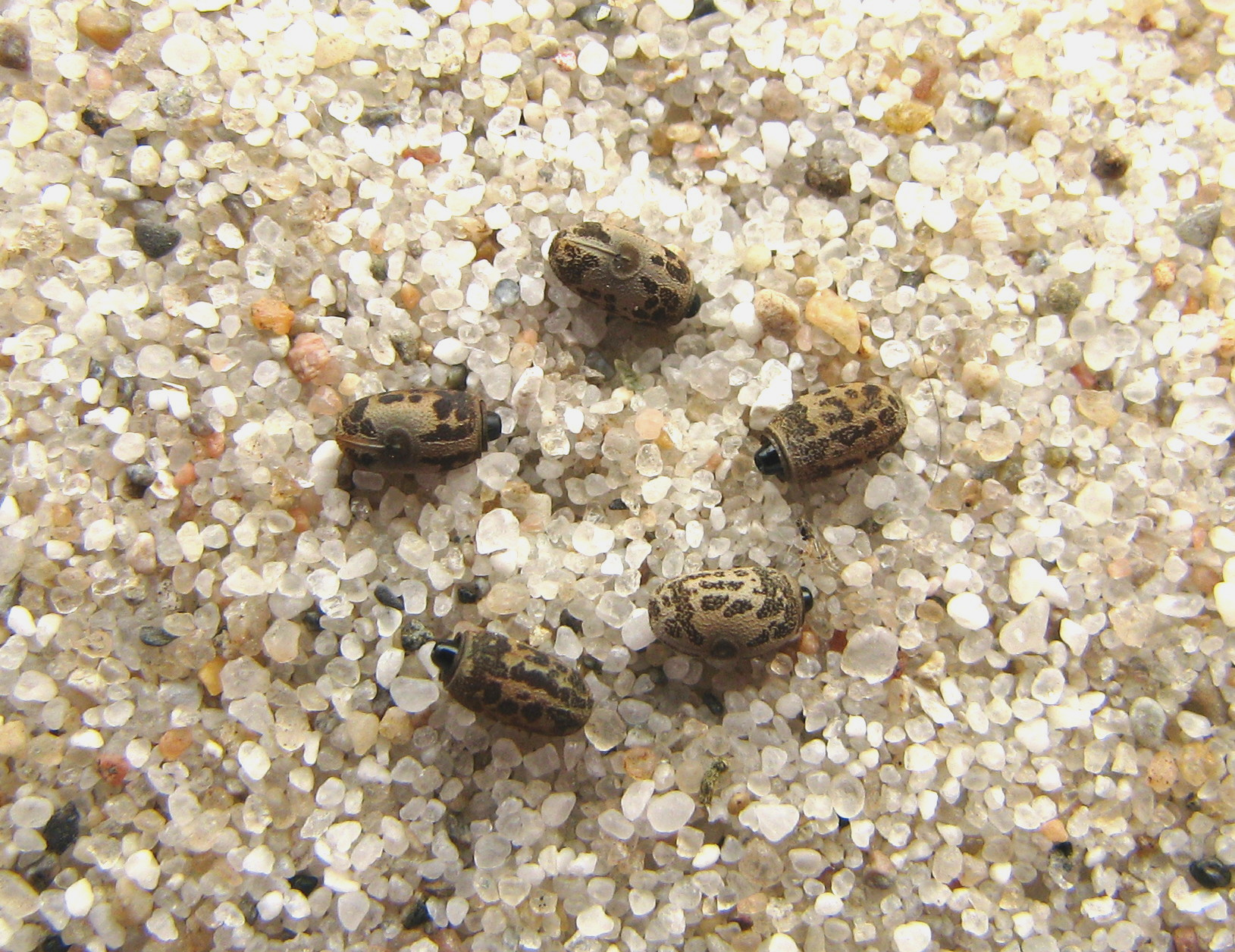
Eier

Sind Männchen vorhanden, sie sind seltener als die Weibchen, paaren sich die Tiere häufig. Andernfalls kann die Fortpflanzung auch ohne die Paarung mit dem Männchen parthenogenetisch erfolgen. Die tönnchenförmigen Eier sind 2,5 × 1,5 Millimeter groß, grau mit braunen Flecken und tragen auf dem Operculum (Eideckel) ein schwarzes Capitulum. Die Entwicklung der Tiere in den Eiern ist temperaturabhängig. Sie dauert durchschnittlich etwa drei bis vier Monate. Bei 25 bis 27 °C dauert sie deutlich unter zwei Monaten, unterhalb der Zimmertemperatur kann sie auch bis zu sechs Monate in Anspruch nehmen. Die Nymphen sind beim Schlüpfen ca. 15 Millimeter lang. Sie benötigen etwa drei bis vier Monate, bis sie ausgewachsen sind. Etwa zwei Wochen nach der letzten Häutung beginnen die Weibchen mit der Eiablage. Pro Tag lassen sie ein bis fünf Eier zu Boden fallen, während ihres Lebens legen sie bis zu 1000 Eier. In der Zucht erreichen sie ein Alter von bis zu einem Jahr.

## Ernährung
Annam-Stabschrecken ernähren sich nur von Pflanzen. Hierzu zählen vor allem Blätter verschiedener Rosengewächse wie der Brom- oder Himbeere. Außerdem fressen sie auch Blätter der Erdbeere, des Haselbaum, der Eiche, des Feuerdorns und der Buche.

## Namensgebung und Systematik
Karl Brunner-von Wattenwyl beschrieb die Art 1907 in seinem Werk Die Insektenfamilie der Phasmiden. II. Phasmidae Anareolatae (Clitumnini, Lonchodini, Bacunculini) als Clitumnus extradentatus. Im selben Werk beschrieb er auch Cuniculina annamensis, die später als  Synonym zur Annam-Stabschrecke erkannt wurde. Die Gattung Baculum, in der die Art lange geführt wurde, ist im Jahr 2000 vollkommen überarbeitet worden und beinhaltet nur noch fünf Arten. Sie vereinte vorher viele Arten, die heute unter verschiedenen Gattungen zusammengefasst werden. So stellen der Habitus der Tiere und die Eimorphologie bei der Annam-Stabschrecke (Medauroidea extradentata) klar, dass es sich hier um einen nahen Verwandten der Gattung Medaura handelt. Weitere Vertreter die früher zur Gattung Baculum zählten wurden beispielsweise unter Ramulus zusammengefasst. Für die Annam-Stabschrecke ergeben sich damit folgende Synonyme:
- Syn. = Clitumnus extradentatus Brunner von Wattenwyl, 1907
- Syn. = Cuniculina annamensis Brunner von Wattenwyl, 1907
- Syn. = Baculum extradentatum (Brunner von Wattenwyl, 1907)

## Beziehung zum Menschen

### Terraristik und Modellorganismus
Die Annam-Stabschrecke wurde erstmals im Jahre 1949 nach Europa eingeführt und wurde vor allem aufgrund ihrer einfachen Haltung zu einem beliebten Terrarientier sowie zu einem Modellorganismus in der biologischen Forschung, einschließlich der molekularbiologischen Forschung. Die Art wird von der Phasmid Study Group sowohl unter der PSG-Nummer 5 als auch unter der Nummer 24 geführt.

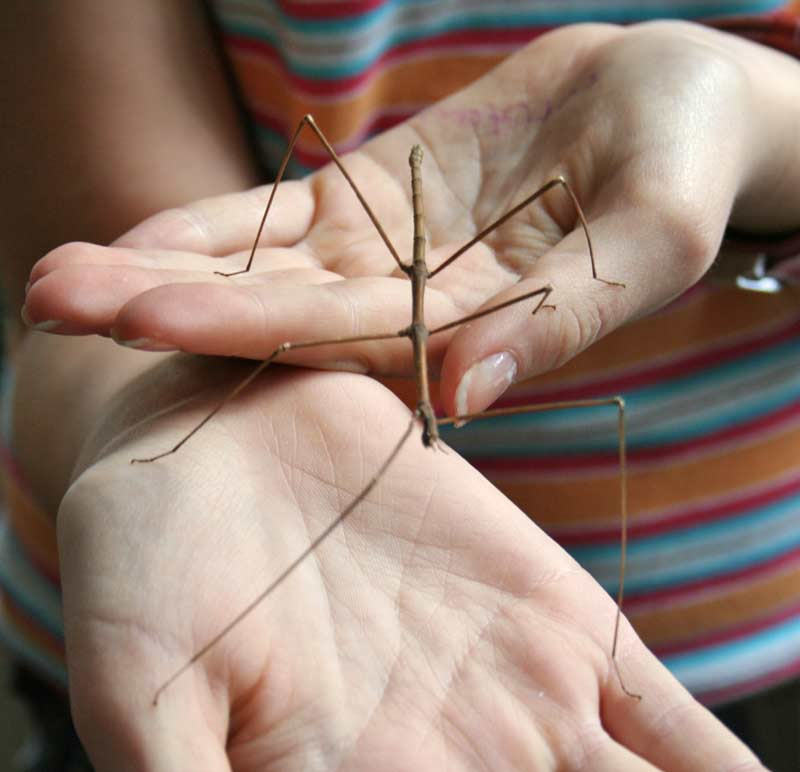
Annam-Stabschrecke

Sie ist leicht zu halten und kann mit dem Laub von Brombeeren, Himbeeren, Weißdornen, Feuerdornen, Eichen, Haseln, Rosen, Erdbeeren oder Johannisbeeren gefüttert werden. Zur Zucht genügt Zimmertemperatur, wobei sich die Tiere im Terrarium vor allem parthenogenetisch fortpflanzen. Das Terrarium sollte etwa eine Größe von 40 × 40 × 60 Zentimetern (Länge × Breite × Höhe) haben. Ist der Boden mit feuchtem Sand oder Terrarienerde bedeckt, können die Eier dort bis zum Schlupf belassen werden, nutzt man hellen Sand oder kleine Steine, sind die Eier dort gut zu sehen. Da die Art Trinkwasser benötigt und es nicht wie viele Stabschrecken rein aus der Nahrung beziehen kann, sollte man die Futterpflanzen jeden Abend einmal gut mit Wasser besprühen, was auch die Luftfeuchtigkeit erhöht.

### Gefährdung und Schutz
Über die Gefährdung der Art in ihrem natürlichen Lebensraum liegen keine Angaben vor, in der Roten Liste der International Union for Conservation of Nature and Natural Resources (IUCN) wird die Art nicht geführt.

## Bilder

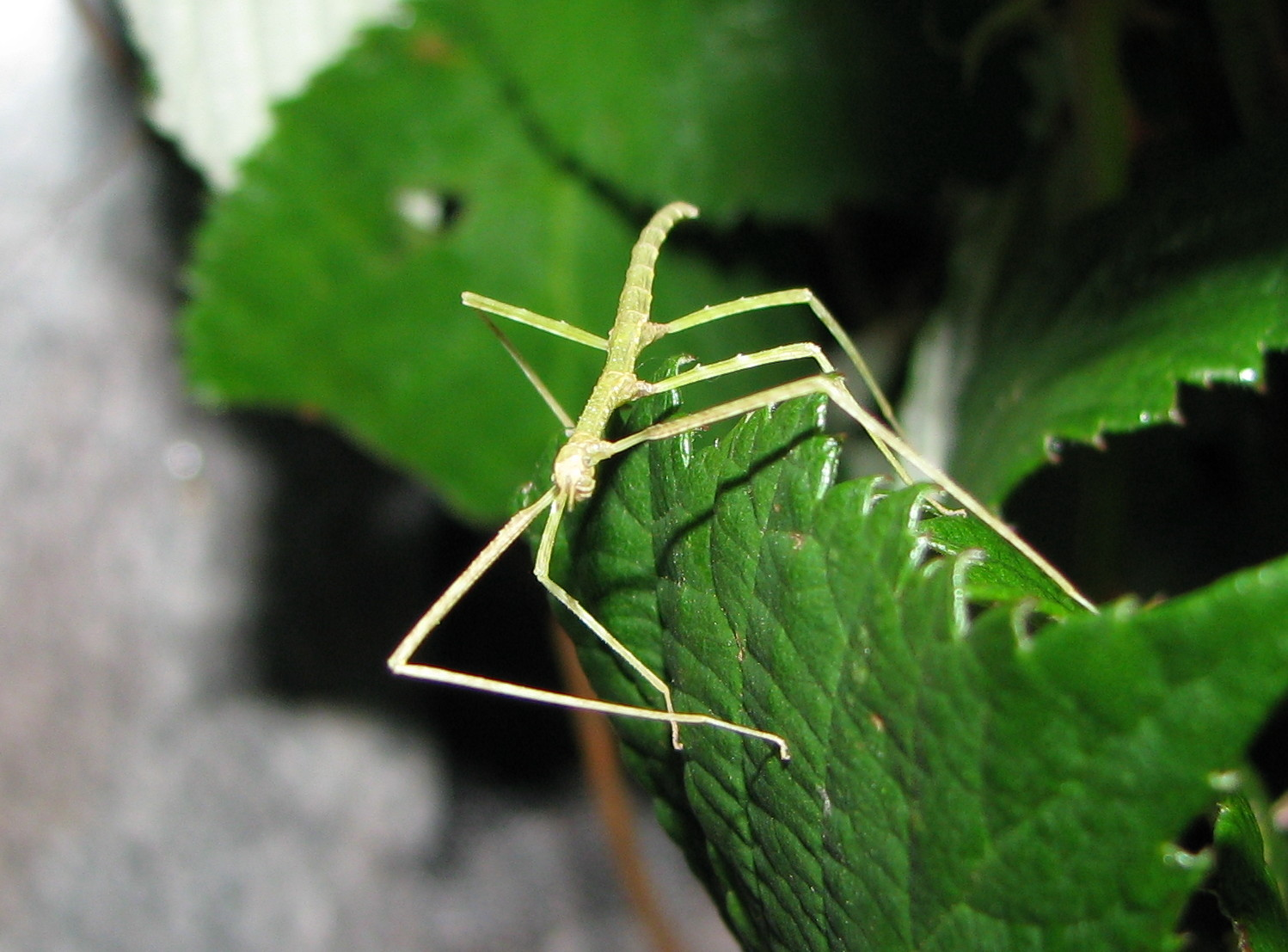
Nymphe (kleine Stabschrecke, nachdem sie geschlüpft ist)
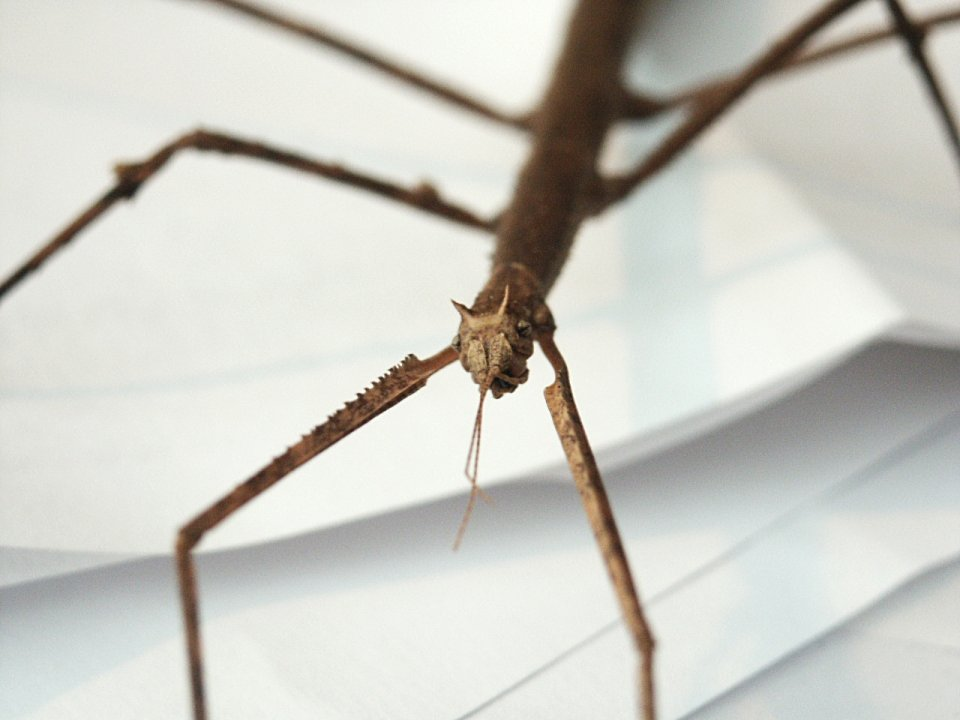
Porträt eines Weibchens
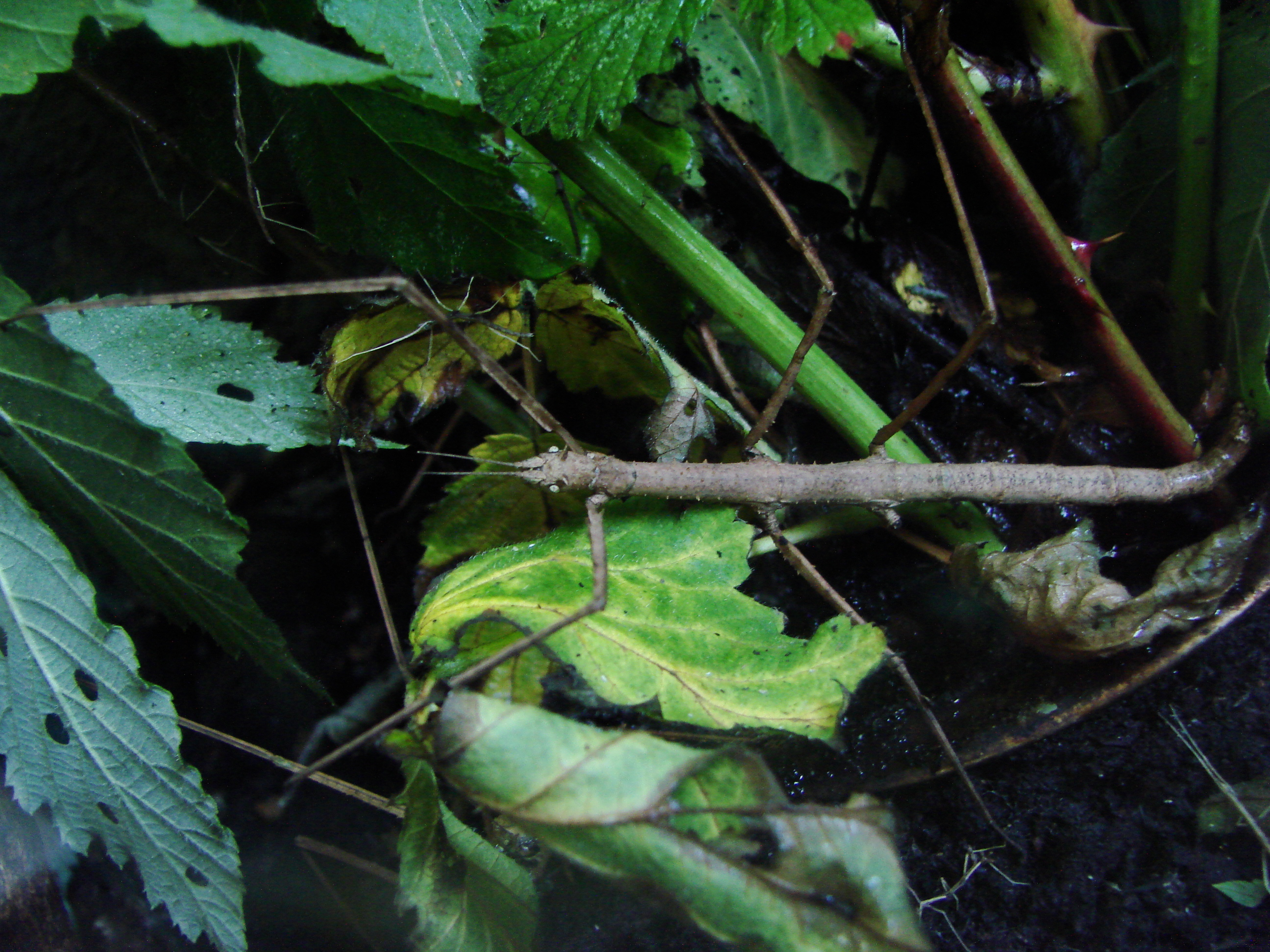
Weibchen
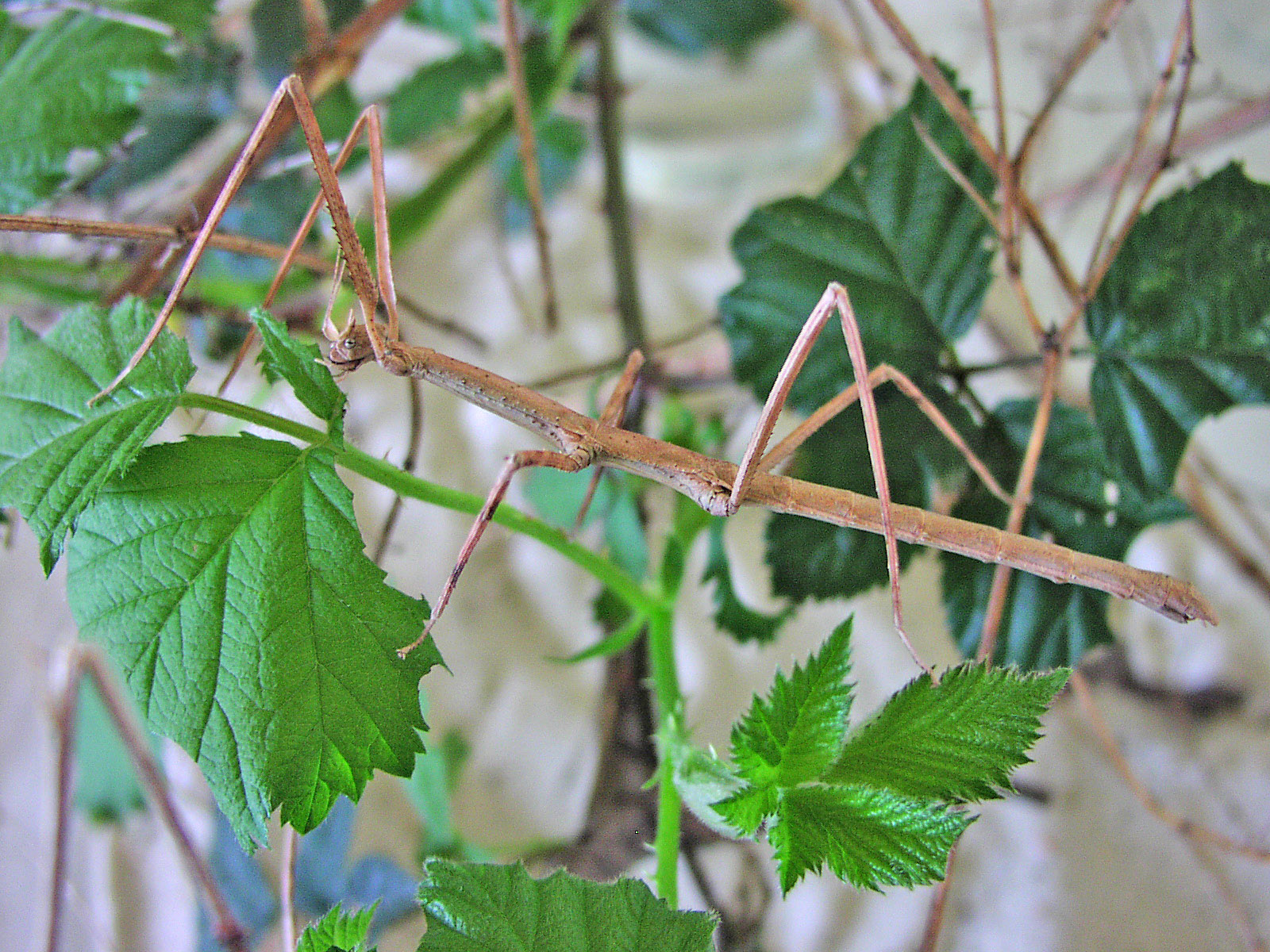
Weibchen